# 馬場俊英

馬場 俊英（ばば としひで、1967年3月20日 - ）は、日本のシンガーソングライター。 所属レーベルはドリーミュージック。身長182cm。埼玉県寄居町出身。

## 来歴
小学生の頃よりギターを手にし、「かぐや姫」「吉田拓郎」などのフォークソングや、「サザンオールスターズ」などのニューミュージック、「子供ばんど」「RCサクセション」などのロックに夢中になる。高校に入るとバンド活動をスタートし「新宿ACB」「新宿ロフト」「吉祥寺曼荼羅」「渋谷ラママ」など東京都内のライブハウスに出演するようになる。愛用のギターは、マーティンのD-42、D-41、OOO-18、ギブソンのDOVE、J-45、J-50、コリングスのD2H、GretschのS6119などを使っている。中学生までは野球部に所属する野球少年で、『ボーイズ・オン・ザ・ラン』『人生という名の列車』『草野球』など野球関係の曲が多い。読売ジャイアンツの大ファンである。
1985年に埼玉県立熊谷西高等学校卒業。1983年から1992年にバンド「サンズトレイン」名義でインディーズで2枚のアルバムを発表。1993年 バンドを解散しソロ活動開始。

### 1996年 - 2000年: フォーライフ・レコード在籍期
- 1996年
  - 2月21日　シングル『星を待ってる』でフォーライフ・レコードよりデビュー
- 1997年
  - 2月21日　1stアルバム「もうすぐゴング」リリース
- 1998年
  - 5月30日　2ndアルバム「DOWN THE RIVER」リリース、12月12日には3rdアルバム「OVER THE MOUNTAIN」をリリース
- 2000年
  - 合計7枚のシングルと3枚のアルバムをリリースし、フォーライフとの契約終了。

### 2001年 - 2007年: インディーズ期を経てフォーライフ再契約
- 2001年
  - ライブ活動と並行して、自主レーベル・UP ON THE ROOF RECORDSを設立。
  - 9月10日 4thアルバム『フクロウの唄』リリース。
- 2002年
  - A-netとUP ON THE ROOF RECORDSのダブルネームで8月30日、5thアルバム『鴨川』をリリース。また、オムニバスCD『a day』に参加。
- 2003年
  - キャシーズソング株式会社に所属。ボブ・サップのデビュー曲などの作詞・作曲をする。
- 2004年
  - 3月 6thアルバム『blue coffee』リリース。A・cappellersの1stアルバム『Steppin' Out』に作詞作曲で10曲を提供し、アレンジも行う。
  - 10月 TOKYO FM系JFN系全国ネット「ASAHI SUPER DRY ACCESS ALL AREA」にて「コブクロ&馬場俊英コラボレイション企画」として「BOYS ON THE RUN」を制作[注釈 1]。
- 2005年
  - 1月 「ASAHI SUPER DRY ACCESS ALL AREA」番組内で「人生という名の列車」を書き下ろす。
  - 2月 6年ぶり8枚目のシングル「今日も君が好き／この街で」をリリース。
  - 3月 2年間在籍したキャシーズソング株式会社を離れフリーに。
  - 5月 フォーライフミュージックエンタテイメントと再契約、レコーディングを行う。
  - 8月 シングル『BOYS ON THE RUN 4 SONGS』でメジャー復帰。また、NO PLANのミニアルバムに「人生という名の列車」を楽曲提供。
  - 12月25日 大阪厚生年金会館 芸術ホール『馬場俊英LIVE 2005～スタートライン～』で初のホールライブを開催。
- 2006年
  - 1月 NO PLANが唄う内村光良初映画監督作品の『ピーナッツ』の主題歌「君の中の少年」を書き下ろす。
  - 4月12日「人生という名の列車」を収録したアルバム『人生という名の列車』を発表し、オリコンアルバムチャート初登場29位。
  - 12月8日 大阪フェスティバルホールで単独ライブを開催。野音でピース!の開催を発表する。
  - 12月31日 日本テレビ系『Theサンデー』に出演し、「今日も君が好き」を披露。Theサンデーでの特集や汐留ジャンボリーでのライブの模様を収めたDVDが限定1000枚で制作される。
- 2007年
  - 4月1日から広島の放送局RCCラジオ(中国放送)の青春ジングルに決定。このジングルから「青春ラジオ」が生まれる。
  - 4月29日 大阪城野外音楽堂でのライブ「野音でピース！」を実現させる。
  - 12月17日放送のスタジオパークからこんにちはに一青窈と一緒にゲスト出演する。
  - 12月31日放送の第58回NHK紅白歌合戦に活動開始11年後に初出場し、「スタートライン〜新しい風」を歌う。

### 2008年 - 2015年: ワーナーミュージック・ジャパン在籍期
- 2008年
  - ワーナーミュージック・ジャパンに移籍。
  - 「BOYS ON THE RUN」が、阪神タイガースの矢野燿大捕手の打席入場曲になる。
  - 10月 新幹線0系営業終了にともなう「夢の超特急 ありがとう0系新幹線キャンペーン」公式テーマソング「君がくれた未来」を制作[2]「ありがとう0系新幹線スペシャルサイト」]中のスペシャルムービーで全曲を聴けた。2009年3月31日に公開は終了。11月26日から着うた配信が、12月10日からフル配信が開始された。
- 2009年
  - 3月11日 シングル「世界中のアンサー」をリリース。
  - 12月23日 初めて大阪城ホールでの単独ライブを開催。
  - アルバム「延長戦を続ける大人たちへ」が自身初のオリコンベスト10入り。
  - 第91回全国高等学校野球選手権大会大会歌「栄冠は君に輝く」の歌手に選ばれる。
  - 10月 TOKYO FM系列全国ネット「クロノス」のウェイクアップ・ソングとして「クロノス」を書き下ろす。また同曲は2010年に丸大食品のバンクーバー冬季オリンピック日本代表選手団応援ソングに採用される。
  - 12月27日 2年連続で大阪城ホールでの単独ライブ「一万人のピース2」を開催。またこのライブにはコブクロなど交流の深いアーティストがゲスト出演した。
- 2010年
  - 12月25日 大阪城ホールにて3年連続となる「一万人のピース3」を開催。
- 2011年
  - 10thアルバム「HEARTBEAT RUSH」をリリース。
  - 大阪城野外音楽堂で15周年記念コンサート2DAYSを開催。
- 2012年
  - FM COCOLOにてレギュラー番組「オーディナリー・ナイト」がスタート。
  - 須藤晃をプロデューサーに迎え「EP1～平凡」「EP2～犬はライオンになりたくない」「EP3～弱い虫」を3作連続リリース。
- 2013年
  - ベストアルバム「BABA TOSHIHIDE ALL TIME BEST 1996-2013～ロードショーのあのメロディ」をリリース。コブクロ小渕健太郎とのユニット「ババコブ」にて「三つ葉のクローバー」を収録する。
  - 伊勢正三とのジョイントライブをフェスティバルホールで開催。
  - LIVE DVD「ロードショーのあのメロディ ～ライブ・アット・フェスティバルホール 2013.05.15」をリリース。
  - スターダスト☆レビュー、KANとのコラボレーションCD「靭のハミング」をリリース。
  - CD2枚組となる11thアルバム「馬場俊英LP1～キャンディー工場」をリリース。
  - 斎藤誠アルバム「PARADISE SOUL」にゲスト参加。
- 2014年
  - 3月 馬場俊英 2014年春の新生活応援ソング（配信限定）「風になれ」リリース。
  - 4月 BABA TOSHIHIDE ACOUSTIC CIRCUIT 2014 ～春の風になれ（全20公演）を実施。
  - 6月 馬場俊英 2014年生活応援ソング第2弾（配信限定）「最後まで」リリース。BABA TOSHIHIDE CLIMAX BAND LIVE 2014（名古屋・東京・大阪）を実施。
  - 10月1日　12th アルバム「LOVE SONGS」をリリース。BABA TOSHIHIDE LIVE TOUR 2014 ～ 12 LOVE SONGS（全20公演）を開催。
- 2015年
  - デビュー20周年を記念する全国47都道府県縦断ツアーBABA TOSHIHIDE 20TH ANNIVERSARY LIVE TOUR 2015「ARIGATO ～君は48番目の街～」を開催(全63公演)。
  - セルフカバー・アコースティック 14th アルバム「屋根裏部屋の歌 ～ ACOUSTIC SELF COVER COLLECTION」をリリース。

### 2016年-: ドリーミュージック・在籍期
- 2016年
  - 2月 デビュー20周年記念コンサートを大阪フェスティバルホールにて2日間開催。スペシャルゲストに、佐藤竹善、杉山清貴、斎藤誠、伊勢正三、KAN、根本要(出演順)が登場。
  - ドリーミュージック・に移籍。
  - 4月 テレビ埼玉「情報番組 マチコミ」の火曜パーソナリティーとしてレギュラー出演開始。(5日)
  - 5月 2月21日にフェスティバルホールで行われた20周年記念コンサートを収録したライブDVD「「BABA TOSHIHIDE 20th ANNIVERSARY SPECIAL NIGHT!! 」2016.02.21 in festival hall」をリリース。
  - 6月～8月　「20周年記念アコースティック・ツアー ME AND MY STORY」を開催。
  - 9月　「馬場俊英20周年記念コンサート IN 日比谷野外大音楽堂 20th ANNIVERSARY SPECIAL NIGHT!～野音でピース！2016」を開催。
  - 10月～12月 「馬場俊英 LIVE TOUR 2016～I HAVE A DREAM」を開催。
  - 10月　20周年記念アコースティック・ツアー 「ME AND MY STORY」金沢公演を収録した2枚組ライブCD「BABA TOSHIHIDE 20th Anniversary Acoustic Tour ME AND MY STORY LIVE AT 金沢アートホール LIVE CD」をリリース。
- 2017年
  - 2月　「馬場俊英EP4 ～I HAVE A DREAM」をリリース。
  - 5月　「馬場俊英 EP5 ～ 今の君がいちばんいいよ」をリリース。
  - 9月20日 17thアルバム「街路樹」をリリース。
  - 出身地である埼玉県寄居町のふるさと大使に就任。
- 2018年
  - 2月 2017年秋に行われたライブツアー「馬場俊英 LIVE TOUR 2017 ～ 街路樹が今日も見つめている、語られることのない季節を」のファイナル公演を収録した2枚組ライブCD「街路樹LIVE 2017 ～ WE ARE SHAKING THE TREE!」、初のLIVE & DOCUMENT DVD「馬場俊英 LIVE & DOCUMENT 2017 街路樹が今日も見つめている、語られることのない季節を」をリリース。

## 作品

### シングル
| 枚         | リリース日     | タイトル                                                        | 曲目 | 最高順位 |
| ---------- | -------------- | --------------------------------------------------------------- | --- | -------- |
| 1st        | 1996年2月21日  | 星を待ってる                                                    | 1.星を待ってる 2.恋をするなら 3.星を待ってる（TV MIX） | -        |
| 2nd        | 1996年9月20日  | 100倍の微笑み                                                   | 1.100倍の微笑み 2.Heartbeats Groove 3.100倍の微笑み（TV MIX） | -        |
| 3rd        | 1997年1月22日  | 明日はどっちだ                                                  | 1.明日はどっちだ 2.SOS 3.明日はどっちだ（TV MIX） | -        |
| 4th        | 1997年8月21日  | センチメンタルシティ マラソン                                   | 1.センチメンタルシティ マラソン 2.打ち上げ花火の気持ち 3.センチメンタルシティ マラソン（Instrumental) | -        |
| 5th        | 1997年11月21日 | ティラノサウルスの恋/君は恋人で、恋人で友達で                   | 1.ティラノサウルスの恋 2.センチメンタルシティ マラソン（New Sneaker Mix） 3.君は恋人で、恋人で友達で 4.ティラノサウルスの恋（Instrumental） | -        |
| 6th        | 1998年4月22日  | 愛する                                                          | 1.愛する 2.冷蔵庫に伝言（メッセージ） 3.愛する（Instrumental） | -        |
| 7th        | 1998年11月21日 | どんなときだって幸せをさがしていた                              | 1.どんなときだって幸せをさがしていた 2.車は愚かな哲学者達を乗せて月明かりの中をゆく 3.どんなときだって幸せをさがしていた（Instrumental） | -        |
| 8th        | 2005年2月23日  | 今日も君が好き                                                  | 1.今日も君が好き 2.この街で | -        |
| 9th        | 2005年8月3日   | BOYS ON THE RUN 4 SONGS                                         | 1.ボーイズ・オン・ザ・ラン 2.スタートライン 3.男たちへ 女たちへ 4.花火 | 59位     |
| 10th       | 2006年2月22日  | 一瞬のトワイライト/旅人たちのうた                               | 1.一瞬のトワイライト 2.旅人たちのうた 3.駒沢セレナーデ 4.オセロゲーム | 72位     |
| 11th       | 2006年11月29日 | ただ君を待つ / ブルーバード ～僕は夢の影のように                | 1.ただ君を待つ 2.ブルーバード ～僕は夢の影のように | 32位     |
| 12th       | 2007年4月25日  | 君はレースの途中のランナー / 小さな頃のように / 働楽 ～ドウラク | 1.君はレースの途中のランナー 2.小さな頃のように 3.働楽 ～ドウラク | 38位     |
| 13th       | 2007年7月25日  | スタートライン 4 SONGS                                          | 1.スタートライン～新しい風 2.安物 3.言いたいことはI Love You 4.君の中の少年～Live at 2007.4.29 大阪城野外音楽堂 | 20位     |
| 14th       | 2008年10月22日 | いつか君に追い風が                                              | 1.いつか君に追い風が 2.風の中の I Love You 3.時間切れ 4.いつか君に追い風が（オリジナル・カラオケ） 5.風の中の I Love You（オリジナル・カラオケ） | 16位     |
| 15th       | 2009年3月11日  | 世界中のアンサー                                                | 1.世界中のアンサー 2.君がくれた未来 3.ハッピー・エンディング 4.世界中のアンサー（オリジナル・カラオケ） 5.君がくれた未来（オリジナル・カラオケ） | 15位     |
| 16th       | 2009年6月10日  | ファイティングポーズの詩                                        | 1.ファイティングポーズの詩 2.ディスタンス 3.君がくれた未来～Live at IKEBUKURO Sunshine City 2009.03.15～ 4.ファイティングポーズの詩（オリジナル・カラオケ） 5.ディスタンス（オリジナル・カラオケ）                                                            | 17位     |
| 17th       | 2009年11月25日 | 明日に咲く花                                                    | 1.明日に咲く花 2.クロノス 3.まあるいハートを持って来たかい？ 4.明日に咲く花（オリジナル・カラオケ） 5.クロノス（オリジナル・カラオケ） | 23位     |
| 18th       | 2010年6月2日   | 待ち合わせ                                                      | 1.待ち合わせ 2.勝利の風 3.新しい暮らしのはじまりに 4.待ち合わせ（オリジナル・カラオケ） 5.勝利の風（オリジナル・カラオケ） | 18位     |
| 19th       | 2010年10月13日 | 私を必要としてくれる人がいます                                  | 1.私を必要としてくれる人がいます 2.そこから始まる愛がある 3.海を渡る風～Live at 大阪城野音2010.06.27～ 4.明日の旅人～Live at 大阪城野音2010.06.27～ 5.私を必要としてくれる人がいます（オリジナル・カラオケ） 6.そこから始まる愛がある（オリジナル・カラオケ） | 15位     |
| 20th       | 2012年4月25日  | EP1～平凡                                                       | 1.平凡 2.幸せのウェイティングリスト 3.吊り橋 4.オオカミの歌 | 39位     |
| 21st       | 2012年8月1日   | EP2～犬はライオンになりたくない                                 | 1.犬はライオンになりたくない 2.HALF 3.ギザ10 4.ころんで立ち上げるときの顔が好きだ | 33位     |
| 22nd       | 2012年11月7日  | EP3～弱い虫                                                     | 1.弱い虫 2.ラーメンの歌 3.ありそでなさそ Guest Vocal：KAN 4.スーパーオーディナリー Guest Vocal：佐藤竹善 | 27位     |
| 23rd(配信) | 2014年3月26日  | 風になれ                                                        | 1.風になれ |          |
| 24th(配信) | 2014年6月11日  | 最後まで                                                        | 1.最後まで |          |
|            | 2020年5月27日  | EP6-ケムシのうた                                                | 全8曲 |          |
| (配信)     | 2024年2月21日  | 君が僕の元気                                                    | 全1曲 |          |
| (配信)     | 2024年2月22日  | 大阪レイニーナイト                                              | 全1曲 |          |
|            | 2024年5月29日  | 馬場俊英EP7 - 君が僕の元気                                      | 全8曲 |          |

### アルバム
| ＜THEATER1：ROAD MOVIE＞                    |                                                 |                                 |
| 01.スタートライン（Album Version）          |                                                 | 08.オセロゲーム（2013 Version） |
| 02.いつか君に追い風が                       | 09.平凡（Edit Version）                         |                                 |
| 03.君の中の少年                             | 10.悲しみよ、明日の星になれ                     |                                 |
| 04.ボーイズ･オン･ザ・ラン（Single Version） | 11.君はレースの途中のランナー（Single Version） |                                 |
| 05.向かい風は未来からの風                   | 12.働楽～ドウラク                               |                                 |
| 06.青春ラジオ                               | 13.勝利の風                                     |                                 |
| 07.スニーカードリーマー                     | 14.弱い虫                                       |                                 |

| ＜THEATER2：LOVE STORY＞                               |                                               |                   |
| 01.ただ君を待つ                                        |                                               | 08.君がくれた未来 |
| 02.一瞬のトワイライト                                  | 09.二十年後の恋                               |                   |
| 03.三つ葉のクローバー～ババコブ（馬場俊英×小渕健太郎） | 10.鴨川                                       |                   |
| 04.今日も君が好き（Album Version）                     | 11.待ち合わせ                                 |                   |
| 05.小さな頃のように                                    | 12.明日に咲く花                               |                   |
| 06.世界中のアンサー（Single Version）                  | 13.遠くで近くで                               |                   |
| 07.明日の旅人（Live at 大阪城野音）                    | 14.ロードショーのあのメロディ（2013 Version） |                   |

| 【Disk1】                                                           |                                                   |                                                          |
| M1 ダウン ザ リバー（2015/12/13 名古屋ビレッジホール）              |                                                   | M7 幸せのウェイティングリスト（2015/12/4 NHK大阪ホール） |
| M2 センチメンタルシティ マラソン（2015/12/13 名古屋ビレッジホール） | M8 二十年後の恋（2015/12/6 豊洲PIT）              |                                                          |
| M3 クロノス（2015/11/21 神戸文化ホール）                            | M9 明日に咲く花（2015/11/22 京都文化パルク城陽）  |                                                          |
| M4 旅エンピツ（2015/12/6 豊洲PIT）                                  | M10 右と左の補助輪（2015/12/6 豊洲PIT）           |                                                          |
| M5 一瞬のトワイライト （2015/12/4 NHK大阪ホール）                   | M11 スタートライン～新しい風（2015/12/6 豊洲PIT） |                                                          |
| M6 Bird（2015/11/28 名古屋ビレッジホール）                          |                                                   |                                                          |

| 【Disk2】                                                  |                                                               |                                                          |
| M1平凡（2015/12/4 NHK大阪ホール）                          |                                                               | M6 ボーイズ・オン・ザ・ラン（2015/11/21 神戸文化ホール） |
| M2 ラーメンの歌（2015/11/21 神戸文化ホール）               | M7 オオカミの歌（2015/11/28 名古屋ビレッジホール）            |                                                          |
| M3 オセロゲーム（2015/12/13 名古屋ビレッジホール）         | M8 恋をするなら～ムーンライト ランデブー（2015/12/6 豊洲PIT） |                                                          |
| M4 向かい風は未来からの風（2015/11/22 京都文化パルク城陽） | M9 主人公（2015/11/22 京都文化パルク城陽）                    |                                                          |
| M5 働楽～ドウラク（2015/12/4 NHK大阪ホール）               | M10 最後まで（2015/12/6 豊洲PIT）                             |                                                          |

| 【DISC 1】                        |                   |                 |
| 01.君はレースの途中のランナー/td> |                   | 07.明日に咲く花 |
| 02.明日の旅人                     | 08.右と左の補助輪 |                 |
| 03.MC                             | 09.待ち合わせ     |                 |
| 04.おはようございますの歌         | 10.花火           |                 |
| 05.エンターテイナー               | 11.ラストショー   |                 |
| 06.青い風の招待状                 |                   |                 |

| 【DISC 2】              |                               |       |
| 01.No.1                 |                               | 08.MC |
| 02.アスファルトに咲く花 | 09.グッドラック               |       |
| 03.MC                   | 10.MC                         |       |
| 04.I HAVE A DREAM       | 11.オセロゲーム               |       |
| 05.MC                   | 12.ロードショーのあのメロディ |       |
| 06.昭和生まれの星屑野郎 | 13.MC                         |       |
| 07.スニーカードリーマー |                               |       |

| 01.街路樹                                |                                      | 08.真面目に適当にいい加減に、でも真剣に |
| 02.旅エンピツ                            | 09.アスファルトに咲く花              |                                         |
| 03.おはようございますの歌                | 10.人生の復路 ～ My Homeward Journey |                                         |
| 04.今の君がいちばんいいよ                | 11.街路樹 Scene 2                    |                                         |
| 05.ただそれだけで Guest Vocal 広沢タダシ | 12.グッドラック                      |                                         |
| 06.No.1 Guest Vocal 杉山清貴             | 13.I HAVE A DREAM                    |                                         |
| 07.プロポーズをもう一度                  |                                      |                                         |

### ベスト・アルバム
- 「BEST1996‐2007」（2009/5/27発売）最高順位17位
  1. 1996‐1999
    1. センチメンタルシティ マラソン 2ndAL「DOWN THE RIVER」
    2. 恋をするなら〜ムーンライト ランデヴー 1stAL「もうすぐゴング」
    3. 冷蔵庫に伝言（メッセージ） 6thSG「愛する」カップリング
    4. 君に会いたい 3rdAL「OVER THE MOUNTAIN」
    5. 星を待ってる (Album Version) 1stAL「もうすぐゴング」
    6. 「優しい雨のように」を覚えてますか？ 1stAL「もうすぐゴング」
    7. Heartbeats Groove (Album Mix) 1stAL「もうすぐゴング」
    8. ダウン ザ リバー 2ndAL「DOWN THE RIVER」
    9. 愛する 2ndAL「DOWN THE RIVER」
    10. どんなときだって幸せをさがしていた (Early Dawn Version) 3rdAL「OVER THE MOUNTAIN」
    11. ミセス・ユー 2ndAL「DOWN THE RIVER」
    12. ロードショーのあのメロディ 3rdAL「OVER THE MOUNTAIN」

  2. 2000‐2007
    1. 君はレースの途中のランナー 8thAL「青春映画が好きだった」
    2. ボーイズ・オン・ザ・ラン (Single version) 9thSG「BOYS ON THE RUN 4 SONGS」
    3. 今日も君が好き (Single version) 8thSG「今日も君が好き」
    4. ただ君を待つ 8thAL「青春映画が好きだった」
    5. 愛のうたを歌いたい 6thAL「Blue Coffee」
    6. 鴨川 5thAL「鴨川」
    7. 人生という名の列車 7thAL「人生という名の列車」
    8. 陽炎 5thAL「鴨川」
    9. スタートライン〜新しい風 8thAL「青春映画が好きだった」
    10. しあわせになるために 6thAL「Blue Coffee」
    11. 君の中の少年 7thAL「人生という名の列車」
    12. 男たちへ 女たちへ 9thSG「BOYS ON THE RUN 4 SONGS」

  3. Coupling BEST （初回盤のみ）
    1. 安物 13thSG「スタートライン 4 SONGS」
    2. ブルーバード〜僕は夢の影のように 11thSG「ただ君を待つ」両A面
    3. オセロゲーム 10thSG「一瞬のトワイライト」
    4. 駒沢セレナーデ 10thSG「一瞬のトワイライト」
    5. 花火 9thSG「BOYS ON THE RUN 4 SONGS」
    6. この街で 8thSG「今日も君が好き」
    7. 君は恋人で、恋人で友達で 5thSG「ティラノサウルスの恋」
    8. 打ち上げ花火の気持ち 4thSG「センチメンタルシティ マラソン」
    9. SOS 3rdSG「明日はどっちだ」

- 「BABA TOSHIHIDE ALL TIME BEST 1996-2013 〜ロードショーのあのメロディ」（2013/5/15発売）最高順位8位
  1. THEATER 1 - ROAD MOVIE
    1. スタートライン 〜Album version
    2. いつか君に追い風が
    3. 君の中の少年
    4. ボーイズ・オン・ザ・ラン 〜2002 version
    5. 向かい風は未来からの風
    6. 青春ラジオ
    7. スニーカードリーマー
    8. オセロゲーム 〜2013 version
    9. 平凡 〜Edit version
    10. 悲しみよ、明日の星になれ
    11. 君はレースの途中のランナー 〜Single version
    12. 働楽 〜ドウラク
    13. 勝利の風
    14. 弱い虫

  2. THEATER 2 - LOVE STORY
    1. ただ君を待つ
    2. 一瞬のトワイライト
    3. 三ツ葉のクローバー ババコブ(馬場俊英×小渕健太郎)
    4. 今日も君が好き 〜Album version
    5. 小さな頃のように
    6. 世界中のアンサー 〜Single version
    7. 明日の旅人 〜Live at 大阪城野音<Acoustic Circuit 2010>2010.06.27
    8. 君がくれた未来
    9. 二十年後の恋
    10. 鴨川
    11. 待ち合わせ
    12. 明日に咲く花
    13. 遠くで　近くで
    14. ロードショーのあのメロディ 〜2013 version

  3. THEATER 3 - OUTTAKES (初回限定盤 DVD)
    - BABA TOSHIHIDE ALL TIME OUTTAKES 1996-2013 〜ダンボールの中のあのメロディ - 馬場俊英が秘蔵デモテープを聴きながら17年間の音楽生活を振り返り当時の楽曲制作の思いや今だから語れるエピソードを自ら解説

### DVD
- Theサンデー 馬場俊英 スペシャル DVD - 2007年8月、汐留ジャンボリーで開催されたライブの内容や、Theサンデーでの特集などを収めたDVD。著作権をクリアする難しさのため[要出典]何ヶ月も発送が遅れたという。非売品・限定品として1000枚制作。
- 1st DVD「野音でピース！」LIVE TOUR 2009〜ファイティングポーズの詩〜at 日比谷野音＆大阪城野音＋ドキュメンタリー「野音でピース！」“馬場俊英1308日間の熱い夏”（2009/12/9発売）[注釈 4]
- ドキュメントDVD 「実録・平凡2011-2012」 2011年大晦日に行われたLIVE TOUR 2011 「平凡なヒーローたちによろしく」の最終日のライブ映像と2012年にスタートしたRecordingの映像、そして2011年を振り返り2012年の活動についての馬場俊英のコメント映像を収録したドキュメンタリーDVD。(2012/3/1発売)[注釈 5]
- 「ロードショーのあのメロディ〜ライブ・アット・フェスティバルホール　20130515」(2013/9/11発売)[注釈 6]
- 「BABA TOSHIHIDE FACTORY TOUR 2013 ～キャンディー工場へようこそ」（2014/2/01発売）[注釈 7]
- 「馬場俊英LIVE TOUR 2014 ～ 12 LOVE SONGS」（2015/2/21発売）[注釈 8]
- 「BABA TOSHIHIDE 20th ANNIVERSARY SPECIAL NIGHT!! 」2016.02.21 in festival hall（2016/5/20発売）[注釈 9]

### 参加作品
| 発売日         | タイトル                                                   | 規格品番             |
| -------------- | ---------------------------------------------------------- | -------------------- |
| 2007年1月17日  | 佐藤竹善 & Friends『introducing CROSS YOUR FINGERS VOL.2』 | UPCH-1532            |
| 2007年12月19日 | WINTER LOVE SONG                                           | FLCF-4214            |
| 2008年3月19日  | 働楽 ～ドウラク～                                          | FLCF-4226            |
| 2010年3月3日   | 花鳥風月集                                                 | WPCL-10761           |
| 2013年9月11日  | スターダスト☆レビュー、KAN、馬場俊英「靱のハミング」       | TRJC-1025 TRJC-1026X |
| 2016年2月3日   | KAN『6×9=53』                                              | EPCE-7183〜4         |
| 2017年7月19日  | 杉山清貴「Driving Music」                                  | KICS-3501 KICS-93501 |
| 未音源化       | KAN with His Friends「KANのChristmas Song 2023」           |                      |

## 楽曲提供
- 佐藤聖子「Heartbeats Groove」（1995年2月17日）作詞・作曲
- 佐藤聖子「恋をするなら」（1995年5月19日）作詞・作曲
- 森口博子「HOME TOWN」（1995年7月5日）作曲[4]
- 佐藤聖子「365 Colors Of The Rainbow」（1996年2月21日）作詞
- 佐藤聖子「愛のメロディ」（1997年4月23日）作詞
- 佐藤聖子「Windy」（1997年11月1日）作詞
- 椎名法子「椅子」（1999年10月27日）作曲
- 椎名法子「言葉になんてできない」（2000年4月19日）作曲
- LaRA「楽しいデートのあとには」（2001年5月27日）作曲
- inconnue「運命」（2001年8月22日）作曲（金森佳朗との合作）
- inconnue「ドミノ」「ラブソング」（2001年11月7日）作曲（金森佳朗との合作）
- STEEL「Calling you」（2001年12月19日）作曲
- ボブ・サップ「SAPP TIME!」(2003年3月5日）作詞・作曲[5]
- A・cappellers「Can't Stop Lovin'You」「いつだって どこだって」（2003年6月4日）作詞・作曲
- 織田裕二「真珠」「蜃気楼」（2003年6月8日）作詞・作曲（金森佳朗との合作）
- A・cappellers「口笛の鳴る丘」「夜風のセレナーデ」（2003年9月3日）作詞・作曲
- A・cappellers「Words of Love」（2004年1月14日）作詞
- A・cappellers「陽だまりウォーク」「Love Light」「So In Love」「君に会いたい」「明日のニュース」（2004年5月26日）作詞・作曲
- HAYABUSA「迷いながら」（2006年5月17日）作詞[6]
- みつき「ひとつだけ」（2007年6月20日）作詞・作曲[7][8][9]
- 時任三郎「遠い空に流れていた」（2007年6月20日）作詞・作曲[10]
- HAYABUSA「僕たちの時間」（2007年8月8日）作詞・作曲[11]
- 一青窈「どんでん返し」（2007年12月5日）作曲[12][13][14]
- 秋川雅史「鼓動」（2008年4月2日）作詞・作曲[15][16][17][18]
- 増田政夫「防波堤」（2008年6月11日）作詞・作曲[19][20]
- 藤井フミヤ「そこから始まる愛がある」（2009年9月30日）作詞・作曲[21][22][23][24]
- すとぷり「そばにいるから」（2024年4月7日）作詞・作曲[25][26][27]
- スターダストレビュー「ゴールデンタイム・ヒーロー」「ナントとカナルの物語」「立ち止まれば南平台」「恋はドドンパで」（2025年2月26日）作詞（根本要との合作）[28][29][30][31]

## ミュージック・ビデオ
| 監督     | 曲名                                                                                         |
| 石田卓也 | 「世界中のアンサー (クレイアニメ Ver.)」                                                     |
| 梅本学   | 「君がくれた未来 (新幹線 Ver.)」                                                             |
| 岸浩一郎 | 「君がくれた未来」                                                                           |
| 北平誠治 | 「世界中のアンサー (写真展 Ver.)」                                                           |
| 清水康彦 | 「ただ君を待つ」「一瞬のトワイライト」「君はレースの途中のランナー」                         |
| 高木聡   | 「いつか君に追い風が」                                                                       |
| 直       | 「待ち合わせ」「明日に咲く花」                                                               |
| 鉄拳     | 「弱い虫」                                                                                   |
| 福居英晃 | 「ファイティングポーズの詩」                                                                 |
| 山口保幸 | 「BOYS ON THE RUN」「スタートライン〜新しい風」                                              |
| 不明     | 「センチメンタルシティマラソン」「ティラノサウルスの恋」「愛する」「明日はどっちだ」「青空」 |

## 主なライブ

### ワンマンライブ・主催イベント
- 2006年04月 - LIVE 2006 ～人生という名の列車～
- 2006年12月 - LIVE 2006～男たちへ 女たちへ 大人たちへ
- 2007年04月 - LIVE 2007～いつか晴れた日に～
- 2007年12月 - LIVE TOUR 2007 ～青春映画が好きだった～
- 2008年02月〜03月 - LIVE TOUR 2008～サクラサク～
- 2008年04月〜05月 - ACOUSTIC CIRCUIT 2008～サクラサク～
- 2008年07月〜08月 - LIVE TOUR 2008 Summer ～明日のワルツを踊りましょう～
- 2008年11月〜12月 - LIVE TOUR 2008 ～いつか君に追い風が～
- 2009年05月〜06月 - LIVE TOUR 2009～ファイティングポーズの詩～
- 2009年10月〜12月 - LIVE TOUR 2009 ～延長戦を続ける大人たちへ～
- 2010年05月〜06月 - Acoustic Circuit 2010～待ち合わせ～
- 2010年11月〜12月 - LIVE TOUR 2010 ～悲しみよ、明日の星になれ～
- 2011年04月 - 馬場俊英 15周年記念コンサート2DAYS <ロードムービー ～追憶のハイウェイ96-11>
- 2011年06月〜08月 - 馬場俊英 LIVE TOUR 2011 ～HEARTBEAT RUSH～
- 2011年09月 -馬場俊英15周年コンサート <スタートライン～新しい風>
- 2011年12月 - 馬場俊英 LIVE TOUR 2011 ～平凡なヒーローたちによろしく～
- 2011年03月 - BHC presents 「平凡」CD&DVD発表記念 馬場俊英 One Night Special Live「平凡EP(EXTRA PERFORMANCE)」
- 2012年05月〜07月 - 馬場俊英 LIVE TOUR ACOUSTIC CIRCUIT 2012
- 2012年07月 - FM COCOLO オーディナリー Radio LIVE!!
- 2012年11月〜12月 - LIVE TOUR 2012 ～スーパーオーディナリー～
- 2013年01月〜02月 - BHC Meeting & Greeting vol.1 ～スプリング キャンプ 2013～
- 2013年04月〜06月 - ACOUSTIC CIRCUIT 2013 ～ロードショーのあのメロディ
- 2013年06月 - LIVE BEST 2013 ～ロードショーのあのメロディ
- 2013年10月 - 「馬場俊英LP1～キャンディ工場」リリース SPECIAL FREE LIVE!
- 2013年10月〜12月 - FACTORY TOUR 2013～キャンディー工場へようこそ
- 2014年02月 - BHC Meeting & Greeting vol.2 ～スプリング キャンプ 2014～
- 2014年04月〜06月 - ACOUSTIC CIRCUIT 2014 ～春の風になれ
- 2014年06月 - CLIMAX BAND LIVE 2014
- 2014年10月〜12月 - LIVE TOUR ～ 12 LOVE SONGS
- 2015年02月 - BHCスプリングキャンプ2015 ～ BHC大新年会 ～
- 2015年02月〜07月 - BABA TOSHIHIDE 20TH ANNIVERSARY LIVE TOUR 2015「ARIGATO ～君は48番目の街～」
- 2015年07月 - 馬場俊英の真夏の夜のレイトショー
- 2015年08月 - NEW ALBUM「屋根裏部屋の歌 ～ ACOUSTIC SELF COVER COLLECTION」発売記念フリーライブ
- 2015年08月〜12月 - 20TH ANNIVERSARY LIVE TOUR 2015「ARIGATO ～ 君は48番目の街 ～」 後半戦
- 2015年12月 - 毎日がクリスマス 2015～屋根裏部屋のクリスマス～
- 2015年12月 - 馬場俊英と仲間たちARIGATO SESSION!!
- 2016年02月 - 20th ANNIVERSARY SPECIAL NIGHT!!
- 2016年03月〜04月 - BHC SPRING CAMP 2016
- 2016年05月 - BABA HEADS CLUB PRESENTS 馬場俊英と行く ふれあいの旅2016
- 2016年06月〜08月 - 馬場俊英20周年記念アコースティック・ツアー ～ME AND MY STORY～
- 2016年09月 - 馬場俊英20周年記念コンサート IN 日比谷野外大音楽堂 20th ANNIVERSARY SPECIAL NIGHT!～野音でピース!2016
- 2016年10月〜12月 - LIVE TOUR 2016〜I HAVE A DREAM
- 2016年12月 - 毎日がクリスマス 2016～屋根裏部屋のクリスマス～
- 2017年03月 - BHC SPRING CAMP 2017
- 2017年04月〜11月 - 馬場俊英弾き語りツアー2017「遠回り」
- 2017年06月 - 馬場俊英 BAND LIVE TOUR 2017「GOOD LUCK」
- 2017年10月〜11月 - 馬場俊英 LIVE TOUR 2017 ～ 街路樹が今日も見つめている、語られることのない季節を
- 2018年02月 - BHC SPRING CAMP 2018

### 出演イベント
- 2003年10月18日 - MINAMI WHEEL 2003
- 2004年10月22日 - MINAMI WHEEL 2004
- 2005年09月15日 - RADIO BERRY ベリテンライブ2005
- 2006年07月29日 - HIGHER GROUND 2006
- 2006年08月19日 - SOUND MARINA 2006 ～Feel the Voice 5～
- 2006年09月16日 - RADIO BERRY ベリテンライブ2006
- 2006年11月30日 - Act Against AIDS 2006 LIVE IN OSAKA
- 2007年08月26日 - TREASURE05X 2007 ～promised land～
- 2007年09月01日 - SOUND MARINA '07 ～Feel the Voice Special～
- 2007年10月13日 - 風に吹かれて2007
- 2007年12月31日 - 第58回NHK紅白歌合戦
- 2008年07月27日 - FM802 MEET THE WORLD BEAT 2008
- 2008年08月23日 - SOUND MARINA '08 ～Feel the Voice 7～
- 2008年09月28日 - Troubadour LIVE for TENSEI
- 2009年03月20日 - WOWOW 卒業のうた'09～songs for tomorrow～
- 2010年10月31日 - WARNER MUSIC JAPAN 40th Anniversary～100年MUSIC FESTIVAL～
- 2011年03月18日 - Troubadour Night 2011
- 2011年07月30日・08月06日 - 情熱大陸 SPECIAL LIVE SUMMER TIME BONANZA'11
- 2011年09月17日 - 靱公園MUSIC FESTA 「FM COCOLO～風のハミング～」
- 2012年03月10日 - Kenban'ight (ケンバンナイト) vol.5 春
- 2012年07月21日 - FM COCOLO オーディナリー Radio LIVE!!
- 2012年08月11日 - 音市音座
- 2012年09月15日 - 靱公園MUSIC FESTA FM COCOLO～風のハミング～
- 2013年03月09日 - Troubadour Night XIII
- 2013年06月27日 - 君と焚き火とオーディナリーLIVE
- 2013年07月28日 - 第23回めいほう高原音楽祭 -SUMMER FES in MEIHO 2013
- 2013年08月24日 - MONSTER baSH 2013
- 2013年08月31日 - SOUND MARINA '13
- 2013年09月14日 - 靱公園MUSIC FESTA「FM COCOLO～風のハミング～」
- 2013年09月19日 - NHK名古屋「Uta-Tube」
- 2013年09月24日 - TOWER RECORDS presents ときめき☆ハミングロック学園
- 2013年10月09日 - NACK5 25th Anniversary ～Special Live～
- 2014年02月01日 - Troubadour Night XIV
- 2014年02月22日 - 伊勢正三 Collaboration Live 2014 in かつしか
- 2014年03月16日 - 復興応援 あの日をわすれない2014 第2夜 "スタレビ/KAN/馬場俊英"元気応援コンサート
- 2014年06月15日 - FM AICHI 45th Anniversary【お父さん、ありがとう】
- 2014年07月07日 - FM COCOLO 七夕LIVE 「 5 COLORS STRINGS 」
- 2014年07月21日 - SKB ALL STARS Special Live!!!
- 2014年09月07日 - 朝日新聞 チャリティコンサート 2014～空はみんなとつながっている～
- 2014年09月13日 - 靭公園 MUSIC FESTA FM COCOLO ～風のハミング～
- 2014年09月19日 - みんなで"UHB!"ライブ
- 2014年09月21日 - 内藤聡の「今この人に会いたい!」おもてなしトークショー
- 2015年03月31日 - 「困るぜ!熊谷」 ～さようなら、熊谷会館～
- 2015年05月04日 - Troubadour Night XV
- 2015年10月03日 - 靱公園 MUSIC FESTA FM COCOLO ～風のハミング～
- 2015年12月24日 - Voice of Santa Claus
- 2016年03月13日 - 音市音座 2016
- 2016年06月26日 - 六魂Fes!
- 2016年08月20日 - 靱公園MUSIC FESTA FM COCOLO ～風のハミング～

## テレビ
- 情報番組 マチコミ（火曜日パーソナリティ、テレビ埼玉、2016年4月5日 - ）[32][33][34]
- ラヴィット!（TBS、2023年7月18日）[35][36]

## ラジオ
- Wabi-Sabi レディオ・ショー（土 18:00 - 19:00 FM COCOLO）
- オーディナリー・ナイト（土 19:00 - 20:00 FM COCOLO) - Wabi-Sabi レディオ・ショー開始に伴い2023年9月をもって休止[37]
- 馬場俊英のイン・マイ・ライフ（インターネットラジオ）[38]